# Relationship Management Application
Relationship Management Application (RMA) est un service applicatif fourni par SWIFT qui permet aux institutions financières qui s'échangent des données de contrôler ces échanges.
RMA permet à un utilisateur SWIFT de s’assurer que le message qu’il s’apprête à envoyer sera accepté par son correspondant. Ceci se fait en deux phases :
- le destinataire des messages spécifie les types de messages qu’il accepte de recevoir, et envoie les données d’autorisation correspondantes à l’expéditeur des messages ;
- avant d’envoyer un message au destinataire, l’expéditeur vérifie que le type de son message sera accepté par le destinataire, grâce aux données d’autorisation reçues.

RMA repose sur un service SWIFTNet InterAct Store and Forward pour échanger les données d’autorisation entre institutions financières.